# Seligenstadt (Prosselsheim)
Seligenstadt (auch Gut Seligenstadt genannt) ist ein Gemeindeteil der Gemeinde Prosselsheim im unterfränkischen Landkreis Würzburg in Bayern.

## Geographie
Der Gutshof liegt knapp 14 Kilometer nordöstlich von Würzburg auf den fruchtbaren Lößplatten des Maindreiecks.
Der Boden besteht überwiegend aus Lösslehm, nach Osten zu Keuperverwitterungsböden übergehend.
Die mittlere Jahrestemperatur beträgt 9,0 °C.

## Geschichte
Seligenstadt wurde zum ersten Mal 918 erwähnt. Der Ort gehört seit mehreren Jahrhunderten zu Prosselsheim.
1499 standen in Seligenstadt 21 zerstörte Höfe. Viel Feldbesitz lag unbebaut, die Seligenstädter hatten sich in die umliegenden Orte verstreut. 1582 bis 1583 ließ der Fürstbischof Julius Echter den Feldbesitz aufkaufen und ursprünglich sieben, später sechs große Pachthöfe daraus bilden und in die 1579 von ihm gegründete Stiftung Juliusspital Würzburg eingliedern.

## Wirtschaft und Infrastruktur

### Landwirtschaft
In Gut Seligenstadt liegt die Hauptzentrale und die Gutsverwaltung für die landwirtschaftlichen Betriebe der Stiftung Juliusspital Würzburg, von der aus die ungefähr 600 ha zugehörige Ackerfläche sowie die jeweils rund 205 ha großen Flächen des bei Unterdürrbach gelegenen Rotkreuzhofes und des Jobsthaler Hofes am östlichen Rand des Gramschatzer Waldes bewirtschaftet werden, und die damit einen der größten landwirtschaftlichen Betriebe in Bayern bilden.
Innerhalb des Gutshofes gibt es eine katholische Hofkirche.

### Verkehr
Die Kreisstraße WÜ 5 führt durch den Ort.
Etwa 100 m westlich verläuft die Bahnstrecke Bamberg–Rottendorf mit dem über 1 km nördlich von Seligenstadt gelegenen Bahnhof Seligenstadt (bei Würzburg).